# Panagiotis Lafazanis

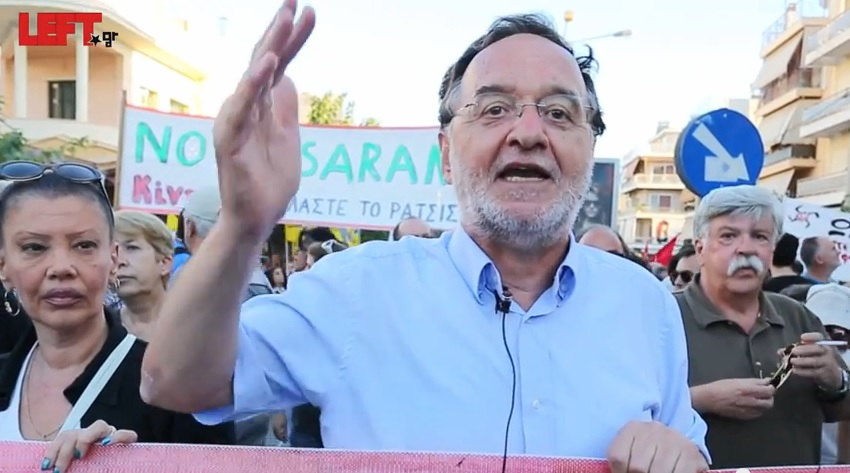
Panagiotis Lafazanis bei einem Protestzug gegen die Reformpolitik der Vorgängerregierung

Panagiotis Lafazanis  (griechisch Παναγιώτης Λαφαζάνης, * 19. November 1951 in Elefsina) ist ein griechischer Politiker. Er war von 2000 bis 2015 Abgeordneter des griechischen Parlaments (Direktmandat Piräus B), gehörte dem linken Parteienbündnis SYRIZA an, war deren stellvertretender Parteivorsitzender und war bis zur vorgezogenen Parlamentswahl 2015 deren parlamentarischer Geschäftsführer. Am 21. August 2015 spalteten er und 24 weitere SYRIZA-Abgeordnete sich von der Partei ab und gründeten die neue Gruppierung Volkseinheit (LAE), die den Einzug ins Parlament knapp verpasste.
Vom 27. Januar bis 17. Juli 2015 gehörte Lafazanis als Umwelt- und Energieminister zu den zehn Ressortchefs des ersten griechischen Kabinetts unter Alexis Tsipras an.

## Persönliches
Lafazanis hat sein Studium in Mathematik an der Universität abgebrochen. Er ist mit Fryni Dialeti verheiratet und hat drei Töchter.

## Politische Aktivitäten
Lafazanis nahm aktiv am Widerstand gegen die griechische Militärjunta teil und gilt als Rädelsführer der Besetzung der Athener Universität 1973, was ihm eine sechsmonatige Gefängnisstrafe einbrachte. Er saß außerdem im Zentralrat der Kommunistischen Jugend Griechenlands (KNE) und war Mitglied des politischen Zentralkomitees und seit 1992 – bis zur Auflösung 2013 – Mitglied des Politbüros von Synaspismos.

## Inhaltliche Positionen
Innerhalb von SYRIZA galt Lafazanis als Wortführer der Linken Plattform, dem Zusammenschluss des linken Flügels der Partei, die sich letztlich am 21. August 2015 von der Partei abspaltete. Schon vor dem Regierungswechsel im Januar 2015 war er in mehrere Auseinandersetzungen mit den moderateren Kräften um Alexis Tsipras verwickelt. So plädiert Lafazanis offen für einen Austritt Griechenlands aus der Eurozone und für eine Rückkehr zur Drachme. Die Europäische Union bezeichnete er mehrfach als „totalitär“. Als eine der wichtigsten Aufgaben von SYRIZA in der griechischen Regierung nannte er in einem Interview im März 2015 den „progressiven Wiederaufbau des Landes unter sozialistischen Vorzeichen“. Das Verhalten der Herrschenden in der EU gegenüber Griechenland verglich er dabei mit dem Vorgehen von „skrupellosen Imperialisten gegenüber ihrer weit entfernten Kolonie“. Die Partei rief er schon vorher dazu auf, „von einer neuen Welle der Radikalisierung in allen Bereichen mitgerissen zu werden, ideologisch, politisch, programmatisch“. Diese Radikalisierung solle zu einer „konsistenten Alternative als Antwort auf die Troika, das Memorandum, den Neoliberalismus und letztlich auf den Kapitalismus selbst“ führen.

## Parlamentarische Aktivitäten
2000 trat Lafazanis in der Präfektur Piräus (Wahlbezirk B) an und erzielte als Direktkandidat von Synaspismos erstmals ein Parlamentsmandat, das er als Kandidat des damaligen Wahlbündnisses Syriza 2007 sowie 2009 erneut gewann.